# Linus Müller
Pour les articles homonymes, voir Müller.
Linus Albrecht Christoph Müller né le 2 décembre 1999 à Düsseldorf, est un joueur de hockey sur gazon allemand qui joue en tant que défenseur du club de Bundesliga Mannheimer HC et de l'équipe nationale allemande. Il a participé aux Jeux olympiques d'été de 2020. Son père Albrecht Müller était un rameur olympique.

## Carrière en club
Müller a commencé à jouer au hockey à l'âge de quatre ans au Düsseldorfer HC. En 2018, il a signé pour Mannheimer HC.